# Авъл Постумий Албин (консул 99 пр.н.е.)
Вижте пояснителната страница за други личности с името Авъл Постумий Албин.
Авъл Постумий Албин (на латински: Aulus Postumius Albinus; † 89 пр.н.е.) e политик на Римската република през началото на 1 век пр.н.е.

## Биография
Вероятно е внук на Спурий Постумий Албин Магнус (консул 148 пр.н.е.) и син на Авъл Постумий Албин (пропретор 110 пр.н.е.).
През 99 пр.н.е. е избран за консул заедно с Марк Антоний Оратор. През 89 пр.н.е. е легат и комендант на флота при Сула и е убит от войниците му заради подозряно предателство.
Той осиновява Децим Юний Брут Албин, който участва в заговора за убийството на Юлий Цезар през 44 пр.н.е.
Цицерон го описва като добър оратор.